# Átok és áldás
Az Átok és áldás az Edda Művek harmincadik albuma. Az Edda Művek talán legszemélyesebb albuma, fő témája a szerelem, az első és utolsó dal kivételével, amely politikai témájú, ezáltal keretbe foglalva a lemezt.
A kör című musical húzóalbuma a tekintetben, hogy öt szám szólal meg róla, az alábbi lista sorszámaival: 2., 3., 7., 8. és 9.

## Számok listája
1. Ott leszünk
2. Elsiratlak, gyönyörű szerelem
3. Mert így volt jó
4. Sírj nyugodtan
5. A test szava
6. Szép vagy, szép vagy
7. Kavarunk
8. Egy fordulóból
9. Újra és újra
10. Lerázom magamról
11. A fény és a szeretet
12. A csend igazsága
13. A jóllakott csapat

## Az együttes felállása
- Alapi István – szólógitár, vokál, ütőhangszerek
- Gömöry Zsolt – billentyűs hangszerek, vokál, ütőhangszerek
- Hetényi Zoltán – dob, zenei ötletek
- Kicska László – basszusgitár
- Pataky Attila – ének